# Kjetil Pedersen
Kjetil Ruthford Pedersen (* 22. Mai 1973 in Kristiansand) ist ein ehemaliger norwegischer Fußballspieler und Trainer. Zurzeit (2018) arbeitet er in der Wirtschaft, ist aber nebenbei auch als Trainer der U19-Mannschaft von Vigør, einer Mannschaft aus Kristiansand, tätig.
Sein jüngerer Bruder Steinar Pedersen war ebenfalls Fußballspieler und Fußballtrainer. Er stand unter anderem bei Borussia Dortmund und IFK Göteborg unter Vertrag. Zuletzt war er (bis September 2017) Trainer bei Start Kristiansand. Vater Erik war lange Jahre Torwart ebenfalls bei Start Kristiansand. Später war er viele Jahre Torwarttrainer und zweimal auch Haupttrainer im gleichen Verein.

## Vereinskarriere

### Karrierebeginn
Pedersen begann seine Karriere in der Jugend des Kristiansander Traditionsvereins FK Vigør, ehe er noch auf Jugendniveau zum damaligen Erstligaverein IK Start wechselte. Als er bei Start jedoch keine Berücksichtigung im Profikader fand, wechselte er zur Spielzeit 1994 zum damaligen Zweitligaaufsteiger Mjølner FK.
Bei Mjølner avancierte er in Folge zum Stammspieler, absolvierte seine ersten 20 Profispiele und schaffte als Tabellenzehnter knapp den Klassenerhalt. 1995 verließ er nach einer Saison Mjølner wieder und wechselte ligaintern zum größeren Odd Ballklubb. Beim Aufstiegsaspiranten konnte er sich ebenfalls als Stammspieler etablieren, schoss zudem seine ersten drei Profitore, verpasste mit dem Verein jedoch deutlich den Aufstieg in die Tippeligaen.
Seine guten Leistungen führten jedoch zum nächsten Karrieresprung mit einem Wechsel zum damaligen Erstligisten Molde FK. Dort agierte er vorerst als Back-Up für die etatmäßigen Verteidiger Knut Anders Fostervold und Petter Christian Singsaas, ehe er aufgrund großer Formschwankungen der beiden Routiniers gemeinsam mit Trond Andersen auf höhere Einsatzzeiten kam. Durch die Verpflichtung von Pål Lydersen zur Folgesaison schwanden jedoch wieder seine Einsatzchancen, da Trainer Åge Hareide neben Lydersen und Singsaas den variabler einsetzbaren Andersen forcierte.
Nach einem halben Jahr mit nur einem Ligaeinsatz für Molde, wechselte er daraufhin abermals ligaintern zum Tabellenschlusslicht Skeid Oslo. In der mit Talenten wie Morten Berre, Freddy dos Santos oder Christer George gespickten Mannschaft erlangte er in der Endphase der Meisterschaft wieder einen Stammplatz in der Innenverteidigung, konnte jedoch auch nicht mehr den Abstieg als Tabellenletzter abwenden.

### Auslandsjahre
Nach dem Abstieg verließ er Skeid wieder und ging erstmals ins Ausland zum schwedischen Erstligisten IF Elfsborg. Als einer von insgesamt drei Legionären in einer sonst zum Großteil mit schwedischen Talenten wie Anders Svensson oder Tobias Linderoth besetzten Mannschaft, bildete er in Folge gemeinsam mit Stefan Mogren und Kristoffer Arvhage die Defensivlinie von IF. Nach zwei Platzierungen im gesicherten Mittelfeld verlängerte er seinen im Winter 2000 auslaufenden Vertrag nicht und nahm stattdessen ein Angebot des österreichischen Erstligisten LASK Linz an.
Beim finanziell stark angeschlagenen und abstiegsbedrohten LASK wurde er als Ersatz für seinen Landsmann Torgeir Bjarmann verpflichtet, der nach seiner Leihzeit, aufgrund einer zu hohen Ablösesumme, wieder in die Heimat zurückgekehrt war.
Obwohl der Verein mit Pedersen, neben Abwehrchef Wolfgang Feiersinger, einen deutlichen Aufwärtstrend erkennen ließ, schaffte man nicht den Klassenerhalt und stieg erstmals nach sieben Jahren wieder in die Zweitklassigkeit ab. Nach dem Abstieg verließen mit Feiersinger, Geir Frigård, Željko Pavlović die drei wichtigsten Führungsspieler den Verein, woraufhin Pedersen eine tragende Rolle im Spiel das LASK zugedacht wurde. In Folge war er unter den Trainern Johann Kondert und František Cipro einer der wenigen Leistungsträger in einer zum Teil inferior agierenden Mannschaft, die das Ziel sofortiger Wiederaufstieg klar verpasste. Neben dem sportlichen Misserfolg, hatte der Verein immer noch mit den Nachwehen der "Rieger-Affäre" zu kämpfen, wodurch teilweise Gehälter, darunter auch das von Pedersen, mit deutlicher Verspätung ausgezahlt wurden. Als Konsequenz erzwang er in Folge die Freigabe und wechselte zum Saisonende nach Dänemark zum Traditionsverein Esbjerg fB.
In Dänemark präsentierte er sich in Folge auf seinem Leistungszenit und bildete gemeinsam mit Anders Møller Christensen über zwei Jahre eines der stärksten Defensiv-Duos der Liga. Nach einem fünften und einem dritten Tabellenrang ereilte ihn jedoch der Ruf der Heimat, woraufhin er überraschend zur Fahrstuhlmannschaft Sogndal IL wechselte.

### Karriereausklang
Neben Sogndal hatte auch sein Heimatverein IK Start, bei dem zu dieser Zeit neben seinem Bruder Steinar auch noch sein Vater Erik Ruthford Pedersen als Torwarttrainer unter Vertrag standen, großes Interesse an einer Verpflichtung gezeigt, aufgrund des besseren Angebots hatte er sich jedoch für einen Wechsel in den Westen Norwegens entschieden.
In Folge stieg er ein zweites Mal in seiner Karriere als Tabellenletzter in die zweite Liga ab, wo er den formschwachen Håvard Flo als Kapitän beerbte. In Folge spielte er in 28 Saisoneinsätzen einen starken Abwehrchef, schaffte aber mit dem Verein auch aufgrund eines starken personellen Aderlass mit Tabellenplatz sieben nicht den sofortigen Wiederaufstieg.
2006 kehrte er daraufhin mit eineinhalb Jahren Verspätung doch noch in die Heimat zum IK Start zurück, bei denen er erstmals in seiner Profikarriere gemeinsam mit Bruder Steinar in einer Mannschaft stand.
Inzwischen 33-jährig gestaltete sich die Rückkehr jedoch als größte Enttäuschung seiner Karriere. Weder unter Trainer Tom Nordlie, noch unter dessen Nachfolger Stig Inge Bjørnebye, konnte er sich als Stammspieler etablieren und kam in keinem Ligaspiel von Beginn an zum Einsatz. Zum Ende der Spielzeit wurde daraufhin sein Vertrag aufgelöst und Pedersen wechselte in die Adeccoligaen, wo er einen Vertrag als Spielertrainer bei FK Mandalskameratene unterschrieb. Trotz einer mit elf Toren überragenden Saison Pedersens, stieg er daraufhin mit dem Verein als letzter in die Dritte Liga ab, woraufhin er seine aktive Karriere beendete.